# Beleg van Shika
Het Beleg van Shika was een slag tijdens de Japanse Sengoku-periode. Het beleg vond plaats tussen 1546 en 1547, en was een van de stappen van Takeda Shingen om zijn macht in de provincie Shinano te vergroten. Tijdens het beleg versloeg Shingen een troepenmacht onder leiding van Uesugi Norimasa in de Slag bij Odaihara. Shingen gebruikte 300 afgehakte hoofden van gevallen tegenstanders uit deze slag om het garnizoen te Shika te intimideren. Hij plaatste de hoofden duidelijk zichtbaar buiten de kasteelmuren tot de kasteelheer Kasahara Kiyoshige zich uiteindelijk overgaf.